# كورونيل اوفييدو
كورونيل اوفييدو هي مديرية في باراغواي، تتبع كاغوازو، هي عاصمة كاغوازو، بلغ عدد سكانها 117٫514 نسمة، تبلغ مساحتها 876 كيلومتر مربع، رمزها البريدي هو 3300.

## المناخ
يظهر الجدول التالي التغييرات المناخية على مدار السنة لكورونيل اوفييدو:
| البيانات المناخية لـكورونيل اوفييدو                                                          | البيانات المناخية لـكورونيل اوفييدو | البيانات المناخية لـكورونيل اوفييدو | البيانات المناخية لـكورونيل اوفييدو | البيانات المناخية لـكورونيل اوفييدو | البيانات المناخية لـكورونيل اوفييدو | البيانات المناخية لـكورونيل اوفييدو | البيانات المناخية لـكورونيل اوفييدو | البيانات المناخية لـكورونيل اوفييدو | البيانات المناخية لـكورونيل اوفييدو | البيانات المناخية لـكورونيل اوفييدو | البيانات المناخية لـكورونيل اوفييدو | البيانات المناخية لـكورونيل اوفييدو | البيانات المناخية لـكورونيل اوفييدو |
| الشهر                                                                                        | يناير                               | فبراير                              | مارس                                | أبريل                               | مايو                                | يونيو                               | يوليو                               | أغسطس                               | سبتمبر                              | أكتوبر                              | نوفمبر                              | ديسمبر                              | المعدل السنوي                       |
| -------------------------------------------------------------------------------------------- | ----------------------------------- | ----------------------------------- | ----------------------------------- | ----------------------------------- | ----------------------------------- | ----------------------------------- | ----------------------------------- | ----------------------------------- | ----------------------------------- | ----------------------------------- | ----------------------------------- | ----------------------------------- | ----------------------------------- |
| متوسط درجة الحرارة الكبرى °م (°ف)                                                            | 33 (92)                             | 32 (90)                             | 32 (89)                             | 29 (85)                             | 26 (78)                             | 24 (76)                             | 24 (76)                             | 27 (80)                             | 27 (81)                             | 30 (86)                             | 31 (88)                             | 33 (91)                             | 29 (84)                             |
| المتوسط اليومي °م (°ف)                                                                       | 26.7 (80.1)                         | 26.3 (79.3)                         | 25.0 (77.0)                         | 21.9 (71.4)                         | 19.4 (66.9)                         | 16.9 (62.4)                         | 17.3 (63.1)                         | 18.5 (65.3)                         | 19.9 (67.8)                         | 22.6 (72.7)                         | 24.3 (75.7)                         | 26.0 (78.8)                         | 22.1 (71.7)                         |
| متوسط درجة الحرارة الصغرى °م (°ف)                                                            | 22 (71)                             | 21 (69)                             | 20 (68)                             | 18 (64)                             | 14 (57)                             | 13 (56)                             | 12 (53)                             | 13 (56)                             | 14 (58)                             | 18 (64)                             | 18 (65)                             | 21 (69)                             | 17 (63)                             |
| الهطول مم (إنش)                                                                              | 160 (6.2)                           | 150 (5.9)                           | 110 (4.4)                           | 140 (5.6)                           | 130 (5.3)                           | 100 (4.1)                           | 61 (2.4)                            | 79 (3.1)                            | 100 (4.0)                           | 170 (6.5)                           | 160 (6.4)                           | 140 (5.7)                           | 1٬500 (59.6)                        |
| متوسط أيام هطول الأمطار (≥ 0.1 mm)                                                           | 10                                  | 10                                  | 9                                   | 9                                   | 8                                   | 9                                   | 7                                   | 7                                   | 9                                   | 11                                  | 10                                  | 10                                  | 109                                 |
| متوسط الرطوبة النسبية (%)                                                                    | 70                                  | 72.6                                | 73.9                                | 76.3                                | 78.1                                | 78.6                                | 73.8                                | 71.7                                | 69.8                                | 69.4                                | 68.5                                | 68.4                                | 72.6                                |
| المصدر #1: Weatherbase (monthly mean temperatures and humidity)                              |                                     |                                     |                                     |                                     |                                     |                                     |                                     |                                     |                                     |                                     |                                     |                                     |                                     |
| المصدر #2: World Weather Online (all data except for monthly mean temperatures and humidity) |                                     |                                     |                                     |                                     |                                     |                                     |                                     |                                     |                                     |                                     |                                     |                                     |                                     |

## أعلام
- بونافنتورا فيريرا
- فرناندو خيمينيز
- كريستوفر أورتيز
- نيكادور دوارتي فروتوس
- لورينزو فروتوس